# Arduçon de Arnado
Arduçon de Arnado, ou Arduçon d'Arnad,, est un noble d'origine valdôtaine, à la source des seigneurs de Vallaise. Il est né aux alentours de 1155-1160, et décédé vers 1192. Il est aussi la source des quatre branches de la Maison de Vallaise.

## Vie
Arduçon naquit vers 1158, dans la vallée du Lys. On ne sait peu de choses de sa vie car il n'est mentionné qu'une seule fois, en 1195 ; il est déjà décédé à ce moment. Cependant, des sources posthumes nous informent qu'il est la source de l'intégralité de la famille de Vallaise, elle-même à la tête de l'est de la Vallée d'Aoste pendant 600 ans. Il eut deux fils : Arduçon de Vallexia, dit Senex, source des quatre branches, et Pierre, également mentionné en 1195, sans descendance connue. La généalogie et l'histoire de cette famille n'ont pas pu être retracée antérieurement ; d'après Orphée Zanolli (1919-1997), le premier acte écrit dans la vallée du Lys daterait de 1191.